# Українське товариство охорони природи
Українське товариство охорони природи (Укрприрода) — громадська екологічна організація, створення якої було предтечею хрущовської відлиги. Під тиском Укрприроди у 1967 році Уряд Української РСР створив Держкомприроди, як центральний орган влади. Це сталося на три роки раніше, ніж створення Агентства охорони довкілля США (англ. Environmental Protection Agency) та на 21 рік раніше ніж створення подібних державних органів в Москві (рос. Госкомприроды СССР/РСФСР). Держкомприроди України має статус міністерства з 1991 року.
Маючи мережу місцевих представництв в областях, м.Києві та м.Севастополі, а також у багатьох районних центрах, Укрприрода сприяє громадській обізнаності з вторинною переробкою відходів (англ. recycling), поширює екологічну освіту та любов до природи у школах, місцевих громадах та серед місцевої влади.
Укрприрода іноземними мовами: англ. Ukraine Nature Conservation Society, фр. la Societé ukrainienne pour la conservation de la nature, ісп. la Sociedad Ucraniana para la Conservación de la Naturaleza, нім. Ukrainische Naturschutzgesellschaft, пол. Ukraińske Towarzystwo Ochrony Przyrody, рос. Украинское общество охраны природы.

## Історія заснування
Українське товариство охорони природи (Укрприрода) засноване 26 липня 1946 року і має цікаву та сповнену боротьби історію першопочатківців українського природоохоронного руху. Відповідаючи на численні звернення українських вчених-природоохоронців, багато з яких були академіками, Микита Хрущов (глава Уряду та КПУ) надав дозвіл на створення Укрприроди. До середини 1960-х рр. Укрприрода було єдиним голосом екології у проектах рішень державного управління; в цей час Укрприрода домагалося впровадження комплексного еколого-економічного підходу до управління економікою та створення міністерства екології в структурі Уряду УРСР.
Відстоювати екологічні права в умовах відсутності демократії було важко навіть для всесвітньо відомих науковців Академії наук України. Однак, під тиском Укрприроди Уряд Української РСР у 1967 році створив Державний комітет охорони природи, як центральний орган влади. Це сталося на три роки раніше, ніж створення Агентства охорони довкілля США (англ. Environmental Protection Agency).
Протягом 1963–1982 рр. головою Укрприрода був Михайло Воїнственський. У 1971 р. керівник Львівського відділення УкрТОП проф. Степан Стойко запросив на роботу В'ячеслава Чорновола, щойно повернувшись з в'язниці за політичні переконання.
За часів застою і перебудови Укрприрода також поставило своїм пріоритетом екологічну освіту, зокрема серед українських школярів, студентів та пенсіонерів. Голос громадськості щодо екологічних питань пробивався і у часи, коли головою Держкомприроди була видатна донька Херсонщини Проценко Діна Йосипівна (1978-1988 рр.).
Лише з проголошенням незалежності України статус Держкомприроди був піднятий до міністерства у 1991 році (Мінекоресурсів). У 1991-2003 рр. Укрприроду очолював Ігор Грінчак.
Укрприрода було перереєстроване Мін'юстом 2 грудня 1992 року (свідоцтво № 335) відповідно до Статуту, затвердженого 9-им з'їздом Укрприроди від 21 листопада 1991 року (див. попередній статут). Відповідно до статуту з'їзд УкрТОП формує Всеукраїнську раду та її Президію з більшістю членів на громадських засадах. В цей час УкрТОП активізує проведення громадського контролю за екологічними забрудненнями внаслідок господарювання, виборюючи право громадян на чисте довкілля.
З 2002 року головою Президії Всеукраїнської ради Укрприроди є колишній міністр екології Василь Шевчук.

## Організаційна структура
Укрприрода є всеукраїнською громадською неприбутковою організацією. Вищим керівним органом управління Укрприроди є з'їзд, а в період між з'їздами, що відбуваються раз на 5 років, є Всеукраїнська рада та її Президія.

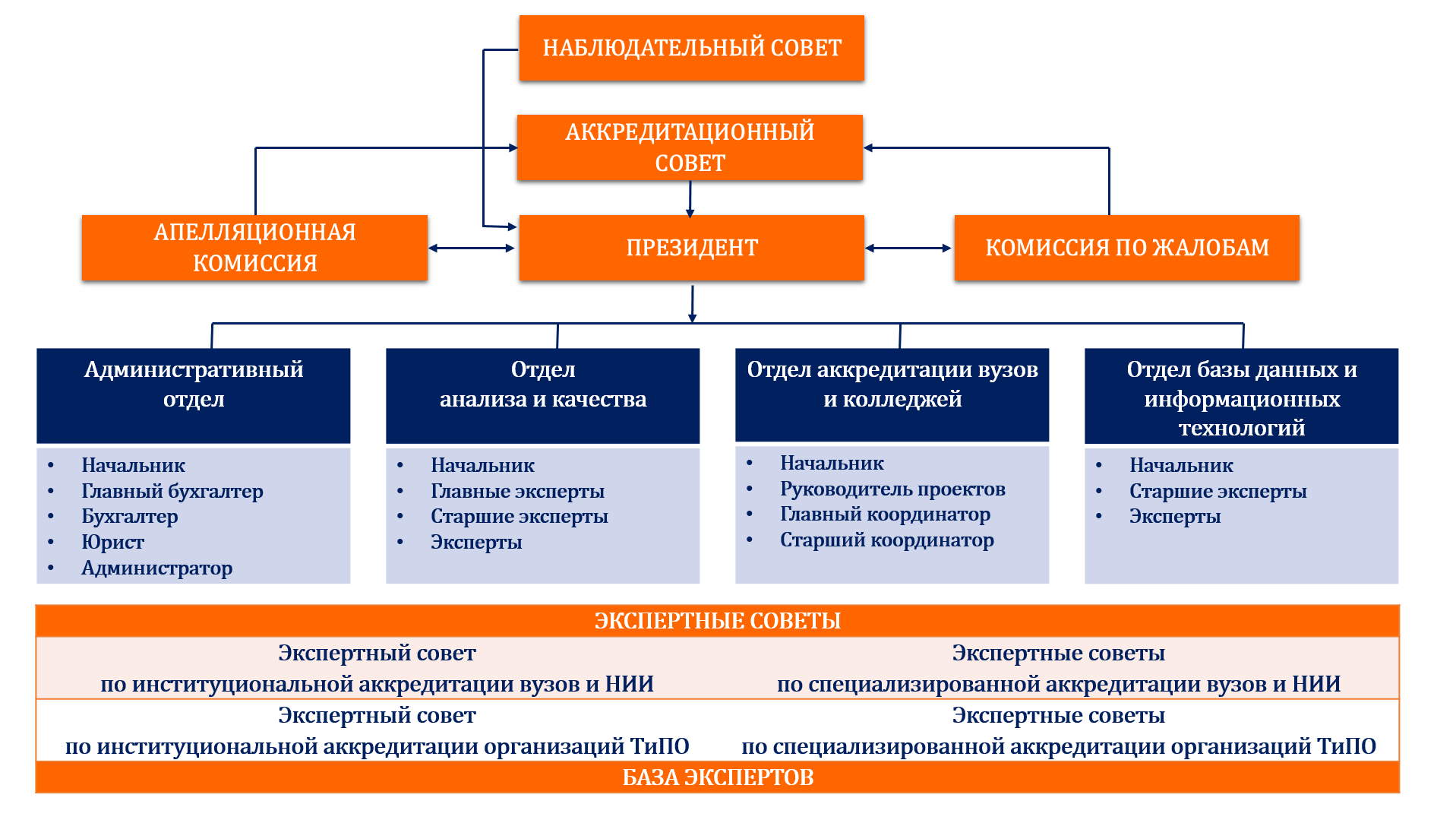
Організаційна структура

Всеукраїнській раді підпорядковані 21 обласна, Київська та Севастопольська міські організації Укрприроди. У складі обласних та Київської і Севастопольської міських організацій є 354 районних і 70 міських осередків, до складу яких входить 23 тисячі первинних організацій та більше 10 тисяч колективних членів, понад 2 мільйони індивідуальних членів.

## Напрямки діяльності

### Участь у державно-політичному дискурсі
Укрприрода виступає за громадський і парламентський контроль за чистотою довкілля, брало участь в усіх парламентських екологічних слуханнях у Верховній Раді України, сприяє впровадженню Орхуської конвенції та закону "Про екологічний аудит".
Укрприрода також активно пропагує впровадження українським бізнесом 
- Систем управління екологічними і соціальними ризиками, зокрема в рамках т.зв. "Принципів екватора" 
- Бізнес-моделей, що сприяють досягненню сталого розвитку через (1) енерго- і ресурсоефективність, (2) стале землекорисування та збереження біорізноманіття, (3) ведення бізнесу з партнерами, які управляють своїми екологічними і соціальними ризиками та (4) дбайливе ставлення до працівників і місцевих громад. 
- Принципів корпоративної соціальної відповідальності

### Тематичні напрямки - робота у Секціях Укрприроди
У системі Укрприроди діє 10 всеукраїнських та 140 обласних секцій, в основі діяльності яких є питання екологічної безпеки, охорони та відновлення тваринного і рослинного світу, надр, водних ресурсів, атмосфери, земельних ресурсів, рибних запасів, лісів та природно-заповідних територій, розвитку та поширення юнатського руху, тлумачення правових основ природокористування.
Результатами роботи секцій є розробка та підготовка рекомендацій до нормативно-правових документів з охорони та раціонального використання природних ресурсів, поширення екологічних знань серед школярів, студентської молоді, населення регіонів, підготовка та впровадження методичної допомоги регіональним та місцевим осередкам Укрприроди.

### Проведення екологічних заходів в регіонах
Члени Укрприроди беруть активну участь у проведенні таких міжнародних та всеукраїнських екологічних акцій, як День довкілля, Всесвітній день охорони довкілля, День Землі, Всесвітній день водно-болотних угідь, «Чиста Україна — чиста Земля», а також обласних природоохоронних акцій — «Первоцвіт», «Джерело», «Ялинка», «Чисте повітря», «Синиця», «Болотна черепаха», «Нерест» та ін. (див. дати).
Важливим питанням діяльності Укрприроди щодо залучення населення до охорони довкілля є проведення різноманітних регіональних та місцевих екологічних акцій з лісонасадження, озеленення у містах, благоустрою населених пунктів, впорядкувань берегових охоронних смуг річок і озер, ліквідації сміттєзвалищ та ін.
Регіональні організації Укрприроди виступають ініціаторами проведення екологічних суботників і толок. Так, лише 2004 року члени Товариства та учасники акцій розчистили майже 430 км берегових смуг малих річок, упорядкували 5 тисяч джерел і колодязів, посадили дерева та кущі на площі майже 1500 га.

### Просвітницька діяльність
Із року в рік Всеукраїнська рада разом із регіональними організаціями Укрприроди проводять виховну та просвітницьку роботу серед населення країни. Ця робота — один з найголовніших напрямків діяльності.
Просвітницька діяльність Укрприроди здійснюється через видавничу діяльність (це, зокрема, всеукраїнські: науково-популярний Журнал «Рідна природа», журнал «Свята справа» та газета «Трилисник», багато брошур, газет, проспектів, що видаються в областях), шляхом регулярних виступів у ЗМІ, насамперед, у радіо-телевізійних передачах екологічного спрямування, а також — завдяки проведенню круглих столів та семінарів, через здійснення екскурсій вихідного дня, підготовку та показ відеофільмів, організацію тематичних виставок.

## Партнери та подібні організації в світі
Європа
- Австрія: Naturschutzbund Österreich[de]
- Данія: Danish Society for Nature Conservation[en]
- Франція: France nature environnement[fr]
- Німеччина: Naturschutzbund Deutschland[en]
- Італія: Pro Natura[it]
- Нідерланди: Milieudefensie[en]
- Норвегія: Norwegian Society for the Conservation of Nature
- Росія: Всероссийское общество охраны природы[ru]
- Швеція: Swedish Society for Nature Conservation[sv]
- Велика Британія: Environmental Protection UK[en], British Ecological Society

Австралія та Океанія
- Австралія: Australian Conservation Foundation[en]
- Нова Зеландія: ECO[en]

Америка
- Канада: Canadian Parks and Wilderness Society[en], Nature Canada[en]
- Мексика: Pronatura[en]
- США: Sierra Club, The Nature Conservancy[en]

Африка та Близький Схід
- Ефіопія: Ethiopian Wildlife and Natural History Society[12]
- Ізраїль: Society for the Protection of Nature in Israel
- Кенія: Green Belt Movement[en]
- Нігерія: Nigerian Conservation Foundation[en]
- ПАР: Wildlife and Environment Society of South Africa[en]
- ОАЕ: Emirates Environmental Group[en]

Азія
- КНР: China Wildlife Conservation Association[13]
- Індія: Wildlife Trust of India[en]
- Японія: Nature Conservation Society of Japan[14]
- Південна Корея: Korean Society of Nature Conservation, Korean Association for Conservation of Nature, National Nature Trust, The Ecological Society of Korea[15]
- Непал: National Trust for Nature Conservation[en]
- В'єтнам: Vietnam Association for Conservation of Nature and Environment[16]